# Främmermyran
Främmermyran är ett naturreservat i Vilhelmina kommun i Västerbottens län.
Området är naturskyddat sedan 1998 och är 25 hektar stort. Reservatet omfattar myrområde med Främmermyran i söder och skog i norr.